# Vliegende herten
De vliegende herten (Lucanidae) is een familie van insecten die behoort tot de orde kevers (Coleoptera).

## Kenmerken
Deze kevers hebben gladde, zwarte of roodbruine lijven en hebben een lengte die varieert van 0,6 tot 8 cm. De grotere mannetjes hebben verlengde kaken, die worden gebruikt bij onderlinge gevechten.

## Leefwijze
Deze nachtactieve dieren eten niet, maar voeden zich met vloeistoffen, zoals honing en boomsappen.

## Voortplanting en ontwikkeling
De eieren worden afgezet op rottend hout van een eikenboom. De kever moet in een tijdsbestek van 6 weken zorgen voor nageslacht. De mannetjes proberen in een gevecht rivalen uit te schakelen, waarbij de kaken (het gewei) goed van pas komen. De winnaar geeft de andere partij het nakijken. Als de paring heeft plaatsgevonden kan de hele cyclus weer van voren af aan beginnen met het afzetten van de eitjes aan de voet van een eikenboom.

## Verspreiding en leefgebied
Er zijn ongeveer 900 soorten in 4 onderfamilies die een wereldwijde verspreiding hebben, de meeste soorten leven in tropische gebieden in loofbossen en parken, in en op bomen. Het bekendste geslacht is Lucanus, enkele soorten komen tot in westelijk Europa voor, zoals Lucanus cervus. Deze soort heeft een groot verspreidingsgebied en staat wel bekend als 'het' vliegend hert.

## Taxonomie
- Onderfamilie Protolucaninae  † - Nikolajev, 2007
- Onderfamilie Aesalinae - MacLeay, 1819
  - Tak Aesalini - MacLeay, 1819
  - Tak Ceratognathini - Sharp, 1899
  - Tak Nicagini - LeConte, 1861
- Onderfamilie Ceruchitinae  † - Nikolajev, 2006
- Onderfamilie Syndesinae - MacLeay, 1819
- Onderfamilie Lampriminae - MacLeay, 1819
  - Tak Lamprimini - MacLeay, 1819
  - Tak Streptocerini - Kikuta, 1986
- Onderfamilie Lucaninae - Latreille, 1804
  - Tak Chiasognathini - Burmeister, 1847
  - Tak Lucanini - Latreille, 1804
  - Tak Platycerini - Mulsant, 1842
  - Tak Platyceroidini - Paulsen and Hawks, 2008
- Onderfamilie Paralucaninae  † - Nikolajev, 2000

## In Nederland waargenomen soorten
- Genus: Dorcus
  - Dorcus parallelipipedus - (Klein vliegend hert)
- Genus: Lucanus
  - Lucanus cervus - (Vliegend hert)
- Genus: Platycerus
  - Platycerus caraboides - (Blauw vliegend hert)
- Genus: Sinodendron
  - Sinodendron cylindricum - (Rolrond vliegend hert)